# Куйкин, Виктор Иванович
Ви́ктор Ива́нович Ку́йкин (1925—1996) — заслуженный работник лесной промышленности Карельской АССР (1970), Герой Социалистического Труда (1971).

## Биография
Родился в крестьянской семье, карел, окончил начальную школу.
В эвакуации, во время Великой Отечественной войны, работал токарем на оборонном заводе в Кемеровской области.
С 1951 года, после службы в армии, работал водителем в Тикшинском лесопункте Ругозерского леспромхоза.
В 1980-е годы работал автослесарем в леспромхозе.
Избирался депутатом Верховного Совета Верховного Совета Карельской Автономной ССР.